# Lisa Gaye
Lisa Gaye (6 de marzo de 1935 – 14 de julio de 2016) fue una actriz, cantante y bailarina estadounidense.

## Biografía

### Inicios
Su verdadero nombre era Leslie Gaye Griffin, y nació en Denver, Colorado, siendo sus padres Frank Henry Griffin, un pintor, y Margaret Griffin, una actriz.
La familia se mudó a Los Ángeles, California, en los años 1930 para estar cerca de la pujante industria cinematográfica. Su madre estaba determinada a que sus hijos se dedicaran al mundo del espectáculo. Así, sus hermanas Judith (Teala Loring) y Debralee (Debra Paget), y su hermano Frank Griffin, se dedicaron de una u otra manera a ello.

### Carrera
Gaye hizo su primera actuación cinematográfica profesional a los siete años de edad. A los 17 fue contratada por un período de 7 años por Universal Studios, ingresando en la escuela de interpretación del estudio.
En 1953-1954 hizo dos cameos sin reflejo en los títulos de crédito, y su primer papel protagonista llegó en Drums Across the River (1954), actuando en un total de 13 películas rodadas entre 1954 y 1967.
Entre las actuaciones televisivas de Gaye figuran tres episodios de The George Burns and Gracie Allen Show (1956), 13 de The Bob Cummings Show (como Colette Dubois), cinco en las series de ABC/Warner Brothers Intriga en Hawái y 77 Sunset Strip, dos en Bourbon Street Beat, siete en Perry Mason, y once en la serie de antología Death Valley Days.
Actuó en un episodio de El Zorro (Constance), en Have Gun – Will Travel (1957, como Helen en "Helen of Abajinian", y como Nancy en "Gun Shy", con Dan Blocker), y en el episodio de Science Fiction Theatre Gravity Zero, como Elisabeth. También trabajó en 1959 en The Peace Offering, entrega de la serie  Pony Express, protagonizada por Grant Sullivan. Tuvo siete actuaciones en Perry Mason, una de ellas como Rita Magovern en el capítulo de 1961The Case of the Traveling Treasure. También participó en varios episodios de Bat Masterson, encarnando en Sharpshooter (1959) a Laurie LaRue, en Buffalo Kill (1959) a Susan, y en The Fatal Garment (1961) a Elena, la propietaria de una cantina mexicana.
En 1959 fue June Webster en el episodio Law West of the Pecos, perteneciente a la serie western de ABC/WB Colt .45, con Wayde Preston, Frank Ferguson y Douglas Kennedy. En 1965 trabajó con Jesse Pearson en The Rider, un capítulo del show western Death Valley Days. Además, fue Lottie Deno en otro episodio de la misma serie Lottie's Legacy, actuando junto a John Clarke.
Gaye se casó en 1955 con Bently C. Ware, con el que permaneció unida hasta la muerte de él en 1977. Tuvieron una hija, Janelle.
Lisa Gaye falleció en Houston, Texas, el 14 de julio de 2016.

## Filmografía

### Cine
- 1954 : Música y lágrimas, de Anthony Mann
- 1954 : Hawaiian Nights, de Will Cowan
- 1954 : Yankee Pasha, de Joseph Pevney
- 1954 : Drums Across the River, de Nathan Juran
- 1954 : Magnificent Obsession, de Douglas Sirk
- 1954 : David Rose and His Orchestra, de Will Cowan
- 1955 : Ain't Misbehavin', de Edward Buzzell
- 1956 : Rock Around the Clock, de Fred F. Sears
- 1956 : Shake, Rattle & Rock!, de Edward L. Cahn
- 1957 : Ten Thousand Bedrooms, de Richard Thorpe
- 1962 : Night of Evil, de Richard Galbreath
- 1962 : La cara del terror, de Isidoro M. Ferry
- 1966 : Castle of Evil, de Francis D. Lyon
- 1967 : The Violent Ones, de Fernando Lamas

### Televisión
- 1955 : Frontier – serie TV, un episodio
- 1955-1959 : The Bob Cummings Show – serie TV, 13 episodios
- 1956 y 1957 : The Adventures of Jim Bowie – serie TV, 2 episodios
- 1956 : It's a Great Life – serie TV, un episodio
- 1956 : Annie Oakley – serie TV, un episodio
- 1956 : The George Burns and Gracie Allen Show – serie TV, 3 episodiOS
- 1957-1958 : Have Gun – Will Travel – serie TV, 2 episodios
- 1957 : Science Fiction Theatre – serie TV, un episodio
- 1957 : State Trooper – serie TV, un episodio
- 1957 : Whirlybirds – serie TV, un episodio
- 1957 : The Thin Man – serie TV, un episodio
- 1958-1959 : Tombstone Territory – serie TV, 2 episodios
- 1958-1959 : How to Marry a Millionaire – serie TV, 13 episodios
- 1958-1966 : Perry Mason – serie TV, 7 episodios
- 1957: El Zorro – serie TV, un episodio
- 1958 : The Lineup – serie TV, un episodio
- 1958 : Mike Hammer – serie TV, un episodio
- 1958 : The Walter Winchell File – serie TV, un episodio
- 1958 : Northwest Passage – serie TV, 2 episodios
- 1958 : The Californians – serie TV, un episodio
- 1958 : Flight – serie TV, un episodio
- 1959-1961 : Bat Masterson – serie TV, 3 episodios
- 1959-1963 : 77 Sunset Strip – serie TV, 5 episodios
- 1959 : Hudson's Bay – serie TV, un episodio
- 1959 : Black Saddle – serie TV, un episodio
- 1959 : Colonel Humphrey Flack – serie TV, un episodio
- 1959 : Colt.45 – serie TV, un episodio
- 1959 : Sea Hunt – serie TV, 5 episodios
- 1959 : Sugarfoot – serie TV, un episodio
- 1959 : Pony Express – serie TV, un episodio
- 1959 : The Grand Jury – serie TV, un episodio
- 1960-1963 : Intriga en Hawái – serie TV, 5 episodios
- 1960-1969 : Death Valley Days – serie TV, 10 episodios
- 1960 : Unsolved – telefilm
- 1960 : Mr. Lucky – serie TV, un episodio
- 1960 : The Millionaire – serie TV, un episodio
- 1960 : Men Into Space – serie TV, un episodio
- 1960 : Sheriff of Cochise – serie TV, un episodio
- 1960 : Bourbon Street Beat – serie TV, 2 episodios
- 1960 : Markham – serie TV, un episodio
- 1960 : Randall, el justiciero – serie TV, un episodio
- 1960 : Cheyenne – serie TV, 2 episodios
- 1960 : Mr. Garlund – serie TV, un episodio
- 1960 : Rawhide – serie TV, un episodio
- 1954 : Checkmate – serie TV, un episodio
- 1961-1962 : Surfside 6 – serie TV, 2 episodios
- 1961 : Maverick – serie TV, un episodio
- 1961 : Wagon Train – serie TV, un episodio
- 1961 : Adventures in Paradise – serie TV, un episodio
- 1961 : Bachelor Father – serie TV, un episodio
- 1961 : The Bob Cummings Show – serie TV, un episodio
- 1961 : Tales of Wells Fargo – serie TV, 2 episodios
- 1962 : Ripcord – serie TV, un episodio
- 1962 : Laramie – serie TV, un episodio
- 1962 : Bronco – serie TV, un episodio
- 1962 : The Beachcomber – serie TV, un episodio
- 1962 : Going My Way – serie TV, un episodio
- 1964 : My Living Doll – serie TV, un episodio
- 1965 : Mona McCluskey – serie TV, un episodio
- 1965 : Mister Roberts – serie TV, un episodio
- 1965 : The John Forsythe Show – serie TV, un episodio
- 1965 : Burke's Law – serie TV, 2 episodios
- 1965 : The Smothers Brothers Show – serie TV, un episodio
- 1966-1967 : The Wild Wild West – serie TV, 2 episodios
- 1966 : Hank – serie TV, un episodio
- 1966 : The Double Life of Henry Phyfe – serie TV, un episodio
- 1967 : El túnel del tiempo – serie TV, un episodio
- 1967 : Superagente 86 – serie TV, un episodio
- 1967 : Valley of Mystery – telefilm
- 1968 : Mi bella genio – serie TV, un episodio
- 1969 : The Flying Nun – serie TV, 2 episodios
- 1970 : The Mod Squad – serie TV, un episodio